# Dovoz

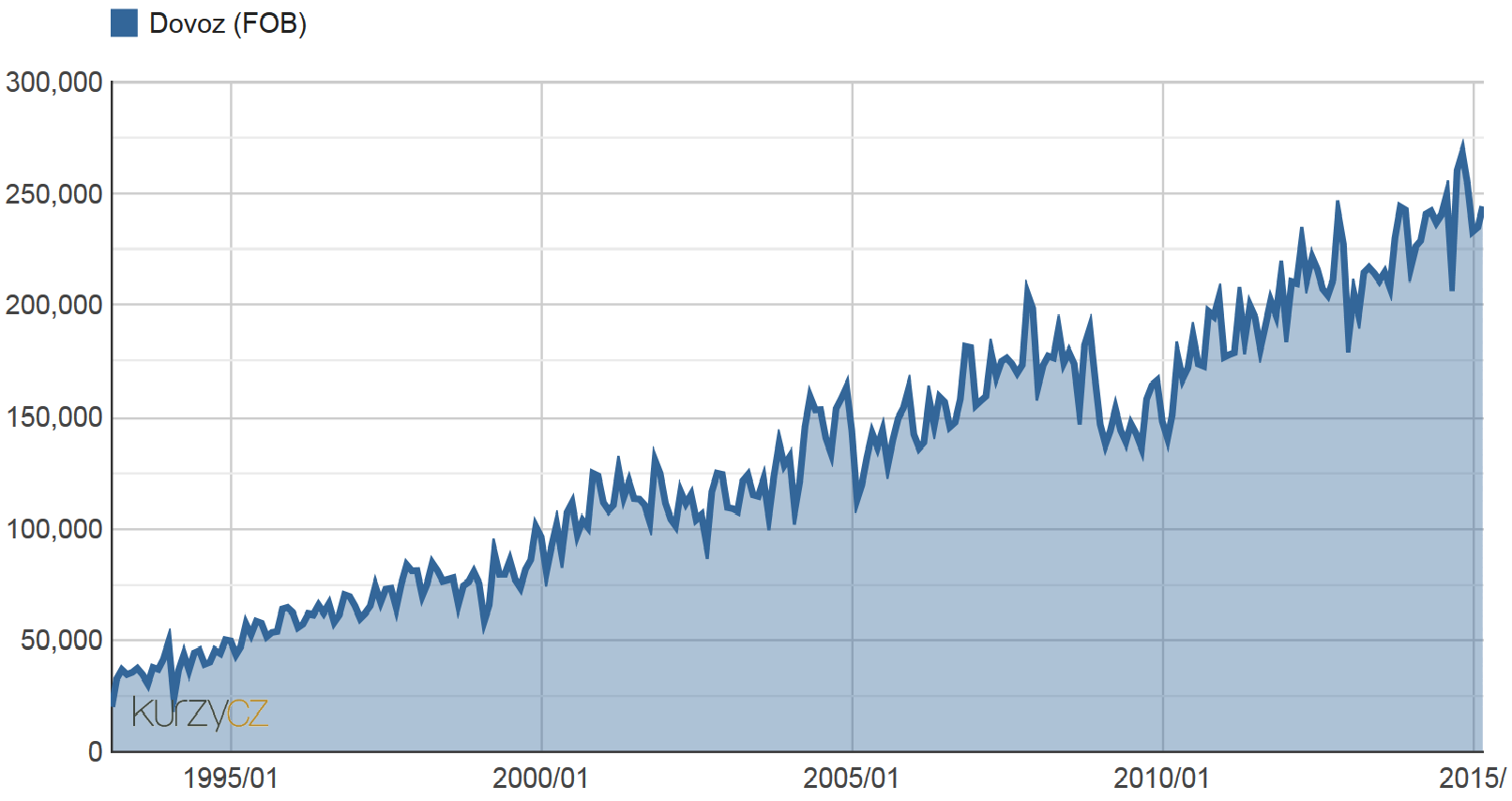
Zahraniční obchod ČR - Dovoz

Dovoz (nebo také import) je objem zboží, služeb (technologií, licencí, autorských práv), který určitý stát je schopen dovézt na své území ze zahraničí.
Oproti vývozu dovoz již tak pozitivní není. Je-li jeho hodnota vyšší než hodnota exportu, rozdíl tvoří úbytek na hrubém domácím produktu. Všechny vlády zemí, které mají mnohem větší dovoz než vývoz, se proto snaží tuto situaci kompenzovat. Například Česká republika, která byla dlouho zemí s přebytkem dovozu nad vývozem, se v roce 2005 dostala díky zahraničním investicím do stavu aktivní obchodní bilance – export převýšil import, zvýšil se díky tomu i růst HDP.